# 維克尼尼
50°5′52″N 26°26′56″E / 50.09778°N 26.44889°E
維克尼尼（烏克蘭語：Вікнини），是烏克蘭西部的村莊，隸屬赫梅利尼茨基州的舍佩蒂夫卡區。該村面積0.1平方公里，2001年人口212，人口密度每平方公里2,099人。